# Tuvescobaria
Tuvescobaria (Escobaria vivipara) är en suckulent växt inom escobariasläktet och familjen kaktusväxter. Arten beskrevs 1951 av  Franz Buxbaum. Denna art är mycket härdig och kan odlas på friland i ett mycket väldränerat stenparti.